# 比费尔诺河
41°59′N 15°02′E / 41.983°N 15.033°E

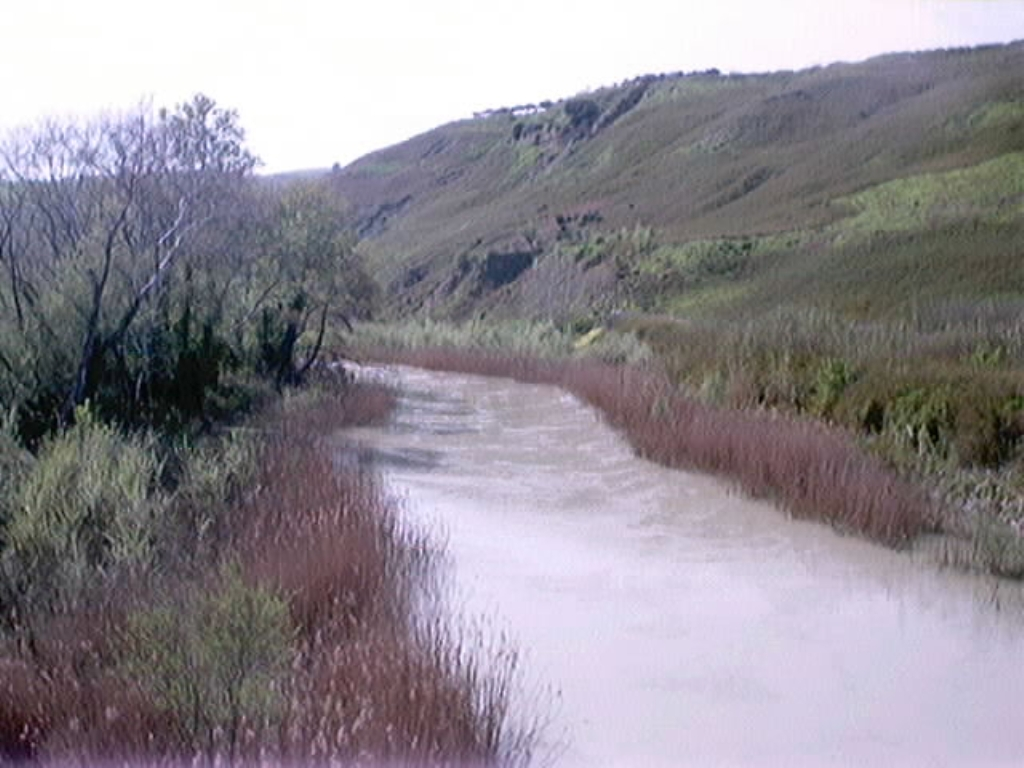

比費爾諾河（義大利語：Biferno）是意大利的河流，位於該國南部，河道全長84公里，平均流量每秒20立方米，發源自博亞諾，流經坎波巴索省和莫利塞，最終注入亞得里亞海。